# The Ghost Breakers
The Ghost Breakers is een Amerikaanse film uit 1940 onder regie van George Marshall. De film is gebaseerd op het toneelstuk The Ghost Breaker van Paul Dickey en Charles W. Goddard. De film was de inspiratie voor een spookhuis in Disneyland.

## Verhaal
Mary erft een kasteel in Cuba. Het kasteel is een echt spookhuis. Ondanks alle waarschuwingen, besluit ze ernaartoe te gaan. Als ze, samen met een presentator, een sleutel vindt in het kasteel die naar een schat zou leiden, besluit ze er te blijven.

## Rolverdeling
| Acteur           | Personage                       |
| ---------------- | ------------------------------- |
| Bob Hope         | Larry Lawrence                  |
| Paulette Goddard | Mary Carter                     |
| Richard Carlson  | Geoff Montgomery                |
| Paul Lukas       | Parada                          |
| Anthony Quinn    | Ramon Mederes/Francisco Mederes |
| Paul Fix         | Frenchy Duval                   |
| Willie Best      | Alex                            |
| Noble Johnson    | De Zombie                       |